# Népal aux Jeux olympiques d'hiver de 2006
Cet article contient des informations sur la participation et les résultats du Népal aux Jeux olympiques d'hiver de 2006, qui ont eu lieu à Turin en Italie. Le Népal était représenté par un seul athlète.

## Épreuves

### Ski de fond
Dawa Daichiri Sherpa finit à la 95e place de l'épreuve du 15 km. 